# У Ну

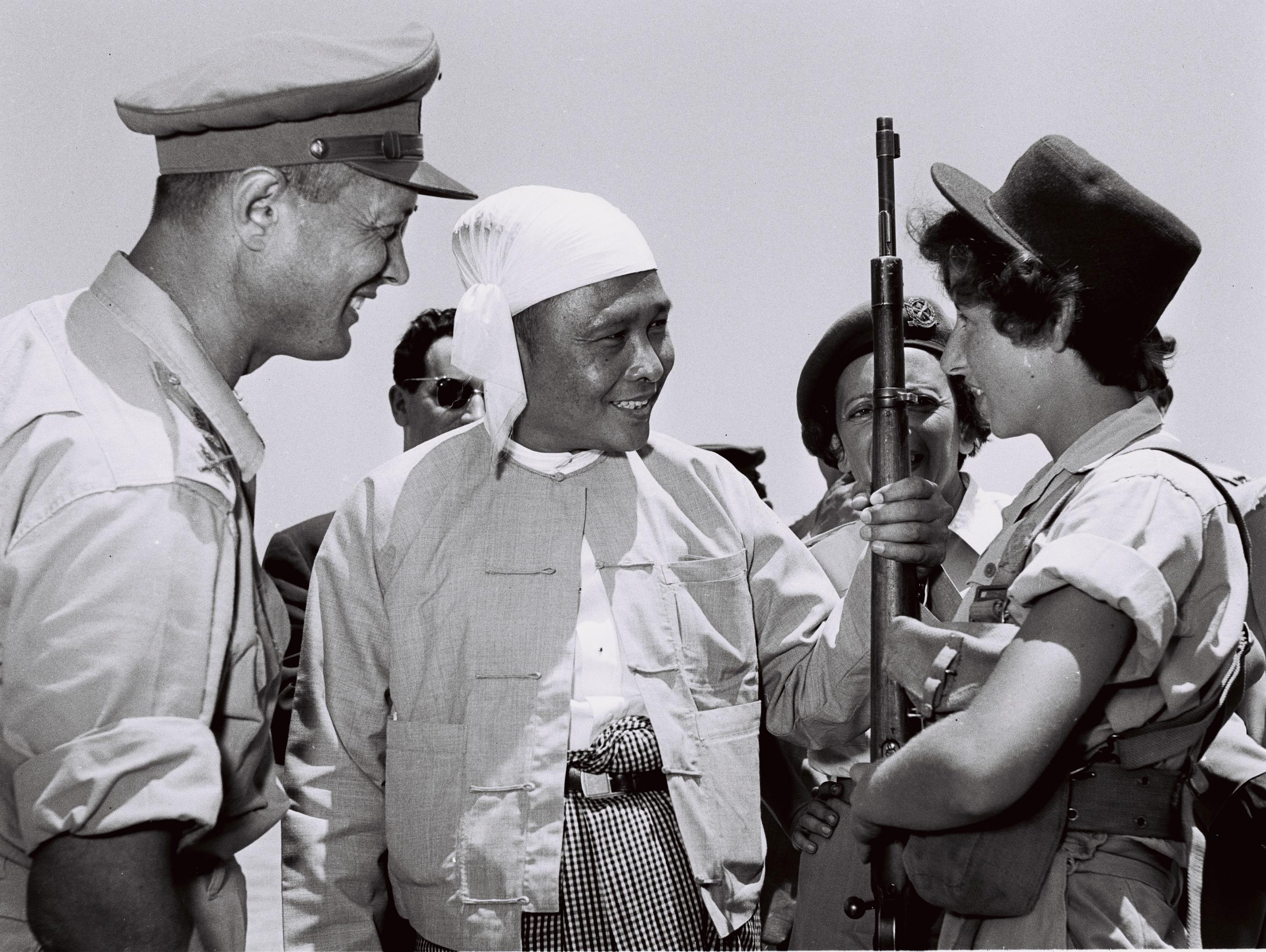

У Ну (бірм. ဦးနု; нар. 25 травня 1907, Вакема, округ М'яунм'я, Британська Бірма — пом. 14 лютого 1995, Янгон, М'янма) — бірманський політичний і державний діяч.

## Життєпис
Народився 25 травня 1907 році у місті Вакема в Британській Бірмі. Навчався в середній школі Міома в Янгоні. У 1929 році закінчив Рангунський університет. У 1930-і роки — президент Союзу студентів Рангунського університету і скарбник «Добама асіайон».
- 1942—1945 — міністр закордонних справ і інформації в уряді Ба Мо, створеному японськими окупантами.
- 1945—1947 — спікер Засновницьких зборів.
- 1947—1958 — президент Антифашистської ліги народної свободи.

Кілька разів — прем'єр-міністр Бірми (нині М'янма), останній раз в 1960—1962. Після військового перевороту і приходу до влади Революційної ради (1962) У Ну знаходився у в'язниці (1962—1966). У 1969 році виїхав до Таїланду, де створив Об'єднаний національно-визвольний фронт, що поставили за мету насильницьке скидання уряду Революційної ради диктатора У Не Віна.
У 1973 році пішов від політичної діяльності і поселився в Індії, прийнявши сан буддійського ченця.
У 1980 році У Ну повторно повернувся до Бірми, скориставшись амністією. Був заарештований в 1988 році після військового путчу, йому було пред'явлено звинувачення в спробі створення свого уряду, і він був відправлений під домашній арешт; звільнений в 1992 році.